# Mosquée de Gdańsk
La Mosquée de Gdańsk est une mosquée polonaise de rite sunnite située à Gdańsk (Poméranie). Elle est la seule mosquée de Pologne à disposer d'un minaret.

## Histoire
La mosquée a pu voir le jour grâce à la générosité de la communauté musulmane de la Tricité, des subventions versées par des États musulmans et par la volonté d'étudiants venus des pays arabes au début des années 1980.
L'acte de fondation est posé en 1984 et la construction s'achève en 1989, elle est devenue la 3e mosquée du pays. Elle a pris le nom de mosquée Djemâl ad-Dîn al-Afghâni, bien que cette formule soit rarement utilisée.

## Incidents
Après les attentats du 11 septembre, la mosquée a été la cible de jets de pierre détruisant certaines fenêtres de la mosquée.
Le 16 octobre 2013, jour de célébration de l'Aïd al-Adha, la mosquée est incendiée endommageant l'intérieur de la mosquée et sa façade.

## Localisation
La mosquée de Gdańsk est située au n°17a rue Abraham, 80-980 Gdańsk.